# 2018-as öttusa-világbajnokság
A 2018-as öttusa-világbajnokságot, amely az 58. volt, a mexikói Mexikóvárosban rendeztek 2018. szeptember 6. és 15. között. Az öt versenyszám a hagyományos vívás, úszás, lovaglás és a lövészettel kombinált futás voltak.

## Magyar eredmények

### Selejtező
| Versenyző            | Versenyszám | Vívás     | Vívás | Vívás | Úszás    | Úszás | Úszás | Futás/Lövészet | Futás/Lövészet | Futás/Lövészet | Futás/Lövészet | Összesen    | Összesen |
| Versenyző            | Versenyszám | Győzelmek | Pont  | Hely. | Idő      | Pont  | Hely. | Lövőhiba       | Idő            | Pont           | Hely.          | Összes pont | Helyezés |
| -------------------- | ----------- | --------- | ----- | ----- | -------- | ----- | ----- | -------------- | -------------- | -------------- | -------------- | ----------- | -------- |
| Bereczki Richárd     | Férfi       | 15        | 218   | 11.   | 02:07,07 | 296   | 11.   | 14             | 12:18,00       | 562            | 17.            | 1 076       | 16.      |
| Fröhlich Tamás Bence | Férfi       | 9         | 170   | 25.   | 02:08,10 | 294   | 15.   | 4.             | 11:47,70       | 593            | 9.             | 1057        | 18.      |
| Demeter Bence        | Férfi       | 16        | 226   | 10.   | 02:01,12 | 308   | 4.    | 6              | 11:49,60       | 591            | 11.            | 1125        | 7.       |
| Regős Gergely        | Férfi       | 18        | 242   | 2.    | 02:07,97 | 295   | 16.   | 16             | 11:53,90       | 587            | 13.            | 1124        | 10.      |
| Kovács Sarolta       | Női         | 19        | 222   | 9.    | 02:11,35 | 288   | 1.    | 10.            | 13:59,70       | 461            | 16.            | 971         | 12.      |
| Réti Kamilla         | Női         | 13        | 180   | 25.   | 02:33,33 | 244   | 30.   | 11.            | 13:41,10       | 479            | 12.            | 903         | 26.      |
| Földházi Zsófia      | Női         | 19        | 229   | 5.    | 02:13,23 | 284   | 5.    | 2              | 13:46,00       | 474            | 15.            | 987         | 3.       |
| Alekszejev Tamara    | Női         | 20        | 236   | 3.    | 02:21,07 | 268   | 14.   | 9              | 13:52,20       | 468            | 16.            | 972         | 10.      |

### Döntő
| Versenyző                                        | Versenyszám  | Vívás     | Vívás | Vívás | Úszás    | Úszás | Úszás | Lovaglás | Lovaglás | Futás/Lövészet | Futás/Lövészet | Futás/Lövészet | Futás/Lövészet | Összesen    | Összesen                 |
| Versenyző                                        | Versenyszám  | Győzelmek | Pont  | Hely. | Idő      | Pont  | Hely. | Pont     | Hely.    | Lövőhiba       | Idő            | Pont           | Hely.          | Összes pont | Helyezés                 |
| ------------------------------------------------ | ------------ | --------- | ----- | ----- | -------- | ----- | ----- | -------- | -------- | -------------- | -------------- | -------------- | -------------- | ----------- | ------------------------ |
| Demeter Bence                                    | Férfi        | 19        | 214   | 12.   | 02:02,36 | 306   | 9.    | 286      | 10.      | 10             | 11:41,80       | 599            | 26.            | 1405        | 12.                      |
| Regős Gergely                                    | Férfi        | 17        | 202   | 24.   | 02:08,16 | 294   | 23.   | 300      | 1.       | 13             | 11:34,20       | 606            | 19.            | 1402        | 13.                      |
| Kovács Sarolta                                   | Női          | 24        | 245   | 2.    | 02:09,81 | 291   | 2.    | 293      | 5.       | 8              | 13:37,28       | 483            | 32.            | 1312        | 6.                       |
| Földházi Zsófia                                  | Női          | 18        | 209   | 16.   | 02:12,88 | 285   | 6.    | 286      | 20.      | 5              | 12:40,64       | 540            | 8              | 1320        | 4.                       |
| Alekszejev Tamara                                | Női          | 18        | 208   | 17.   | 02:21,23 | 268   | 21.   | 286      | 15.      | 10             | 12:50,99       | 530            | 11.            | 1292        | 14.                      |
| Harangozó Bence Bruckmann Gergő                  | Férfi váltó  | 12        | 178   | 16.   | 01:56,23 | 318   | 13.   | 293      | 1.       | 10             | 11:28,09       | 612            | 12.            | 1401        | 14.                      |
| Gulyás Michelle Guzi Blanka                      | Női váltó    | 19        | 191   | 10.   | 02:04,63 | 301   | 2.    | 286      | 4.       | 4              | 12:36,07       | 544            | 4.             | 1322        | 5.                       |
| Gulyás Michelle Bruckmann Gergő                  | Vegyes váltó | 21        | 251   | 2.    | 01:57,73 | 315   | 3.    | 286      | 9.       | ?              | 12:05,34       | 575            | 7.             | 1427        | 2. helyezett, ezüstérmes |
| Bereczki Richárd Regős Gergely Demeter Bence     | Férfi csapat |           |       |       |          |       |       |          |          |                |                |                |                | 3883        | 8.                       |
| Földházi Zsófia Alekszejev Tamara Kovács Sarolta | Női csapat   |           |       |       |          |       |       |          |          |                |                |                |                | 3924        | 1. helyezett, aranyérmes |

## Érmesek

### Férfiak
| Versenyszám | Arany                                                            | Arany | Ezüst                                                     | Ezüst | Bronz                                                         | Bronz |
| ----------- | ---------------------------------------------------------------- | ----- | --------------------------------------------------------- | ----- | ------------------------------------------------------------- | ----- |
| Egyéni      | James Cooke · Nagy-Britannia                                     | 1435  | Valentin Prades · Franciaország                           | 1435  | Pavlo Timoscsenko · Ukrajna                                   | 1429  |
| Csapat      | Franciaország · Valentin Prades · Valentin Belaud · Brice Loubet | 4250  | Nagy-Britannia · James Cooke · Myles Pillage · Joe Choong | 4176  | Ukrajna · Pavlo Timoscsenko · Denisz Pavljuk · Jurij Fedecsko | 4151  |
| Váltó       | Franciaország · Alexandre Henrard · Valentin Belaud              | 1518  | Csehország · Jan Kuf · Martin Vlach                       | 1513  | Bulgária · Todor Mihalev · Javor Pesleevszki                  | 1482  |

### Nők
| Versenyszám | Arany                                                               | Arany | Ezüst                                                          | Ezüst | Bronz                                                        | Bronz |
| ----------- | ------------------------------------------------------------------- | ----- | -------------------------------------------------------------- | ----- | ------------------------------------------------------------ | ----- |
| Egyéni      | Anasztaszija Prakapenka · Fehéroroszország                          | 1346  | Annika Schleu · Németország                                    | 1332  | Marie Oteiza · Franciaország                                 | 1329  |
| Csapat      | Magyarország · Földházi Zsófia · Alekszejev Tamara · Kovács Sarolta | 3924  | Franciaország · Marie Oteiza · Julie Belhamri · Élodie Clouvel | 3918  | Németország · Annika Schleu · Janine Kohlmann · Anna Matthes | 3914  |
| Váltó       | Fehéroroszország · Anasztaszija Prakapenka · Iryna Prasiantsova     | 1381  | Németország · Ronja Steinborn · Annika Schleu                  | 1364  | Guatemala · Sofia Cabrera · Sophia Hernández                 | 1353  |

### Vegyes
| Versenyszám | Arany                                          | Arany | Ezüst                                            | Ezüst | Bronz                                         | Bronz |
| ----------- | ---------------------------------------------- | ----- | ------------------------------------------------ | ----- | --------------------------------------------- | ----- |
| Váltó       | Németország · Rebecca Langrehr · Fabian Liebig | 1452  | Magyarország · Gulyás Michelle · Bruckmann Gergő | 1427  | Franciaország · Emma Riff · Alexandre Henrard | 1416  |

## Érmesek
|          | Nemzet             | Arany | Ezüst | Bronz | Összesen |
| 1.       | Franciaország      | 2     | 2     | 2     | 6        |
| 2.       | Fehéroroszország   | 2     | 0     | 0     | 2        |
| 3.       | Németország        | 1     | 2     | 1     | 4        |
| 4.       | Egyesült Királyság | 1     | 1     | 0     | 2        |
| 4.       | Magyarország       | 1     | 1     | 0     | 2        |
| 6.       | Csehország         | 0     | 1     | 0     | 1        |
| 7.       | Ukrajna            | 0     | 0     | 2     | 2        |
| 8.       | Bulgária           | 0     | 0     | 1     | 1        |
| 8.       | Guatemala          | 0     | 0     | 1     | 1        |
| Összesen | Összesen           | 7     | 7     | 7     | 21       |